# ソウルDMCランドマークビルディング
座標: 北緯37度34分28秒 東経126度53分18秒 / 北緯37.57444度 東経126.88833度
ソウルDMCランドマーク・ビルディング（Seoul DMC Landmark Building）、別名サンアム・DMC・ランドマークタワー、ソウル・ライト（Seoul Lite）あるいはライト・タワー（Light Tower）は、大韓民国ソウル特別市麻浦区上岩（サンアム）地区のDMC（デジタルメディアシティ）に建築予定であった多目的ビルである。2009年10月16日に着工し、2015年5月に完工の予定であった。計画の過程ではLG電子をはじめとするLGグループが関心を示し、このビルにグループ企業を集め「LGタウン」とする構想もあった。
しかし不動産市況の悪化から、事業者の「ソウルライトタワー」はソウル市当局との間で事業計画変更や土地使用料金未払いなどのトラブルを起こし、2012年6月1日にソウル市がビル用地の売買契約を解除するなど計画は暗礁に乗り上げ、中止を余儀なくされた。

## 設計
当初は高さ690mのツインタワーとして設計された。
楕円形のビルで中空構造としているため、地面と最上層の気圧差を利用した自然換気と風力発電を可能としている。また、太陽光と地熱を利用した発電設備も設置する予定であった。
最上階の133階は展望台で、B1〜8階には百貨店、ショッピングモール、コンベンションセンター、水族館、デジタルメディアホール、9〜45階はオフィス、46〜84階はマンション、85〜130階はホテル、131、132階はメディア・アートセンターが入る予定であった。
設計はアメリカ合衆国の建築設計事務所スキッドモア・オーウィングズ・アンド・メリル（SOM）とSamoo、構造設計はSOMによる。建設工事は韓国の技術と資本で行われ、総事業費3兆3263億ウォン以上。
アラブ首長国連邦（UAE）・ドバイの「ブルジュ・ドバイ」（818メートル）に続き、世界で2番目に高いビルになる見通しだった。

## 高さ
尖塔の100mを含めた高さは640m、地下9階・地上133階建てである。
順調にいけば韓国で一番高い建築物となる予定であった。